# Roberto di Württemberg
Il duca Roberto Maria Clemente Filippo Giuseppe di Württemberg (in tedesco: Robert Maria Klemens Philipp Joseph, Herzog von Württemberg; Merano, 14 gennaio 1873 – Altshausen, 12 aprile 1947) fu un membro del casato del Württemberg e duca del Württemberg.

## Famiglia
Roberto era il quarto figlio del duca Filippo di Württemberg e di sua moglie l'Arciduchessa Maria Teresa d'Austria. Roberto apparteneva al quinto ramo (chiamato il ramo ducale) del Casato del Württemberg, che discendeva dal settimo figlio di Federico II Eugenio, duca del Württemberg. All'estinzione del ramo principale nel 1921, il ramo ducale diventò il nuovo ramo dinastico della Casata.

## Matrimonio
Roberto sposò l'arciduchessa Maria Immacolata d'Austria, settimogenita e quinta figlia femmina dell'Arciduca Carlo Salvatore d'Austria e della moglie la Principessa Maria Immacolata di Borbone-Due Sicilie, il 29 ottobre 1900 a Vienna. Roberto e Maria Immacolata non ebbero figli.

## Albero genealogico
|                                |                         |                                         | Genitori                                        |  |  | Nonni |  |  | Bisnonni                           |  |  | Trisnonni                          |  |
|                                |                         |                                         |                                                 |  |  |       |  |  | Alessandro Federico di Württemberg |  |  | Federico II Eugenio di Württemberg |  |
|                                |                         |                                         |                                                 |  |  |       |  |  | Alessandro Federico di Württemberg |  |  | Federico II Eugenio di Württemberg |  |
|                                |                         | Federica Dorotea di Brandeburgo-Schwedt |                                                 |  |  |       |  |  | Alessandro Federico di Württemberg |  |  |                                    |  |
| Alessandro di Württemberg      |                         |                                         |                                                 |  |  |       |  |  | Alessandro Federico di Württemberg |  |  |                                    |  |
|                                |                         | Antonietta di Sassonia-Coburgo-Saalfeld | Francesco Federico di Sassonia-Coburgo-Saalfeld |  |  |       |  |  |                                    |  |  |                                    |  |
|                                |                         | Antonietta di Sassonia-Coburgo-Saalfeld | Francesco Federico di Sassonia-Coburgo-Saalfeld |  |  |       |  |  |                                    |  |  |                                    |  |
|                                |                         | Antonietta di Sassonia-Coburgo-Saalfeld | Augusta di Reuss-Ebersdorf                      |  |  |       |  |  |                                    |  |  |                                    |  |
| Filippo di Württemberg         |                         | Antonietta di Sassonia-Coburgo-Saalfeld |                                                 |  |  |       |  |  |                                    |  |  |                                    |  |
|                                |                         | Luigi Filippo di Francia                | Luigi Filippo II di Borbone-Orléans             |  |  |       |  |  |                                    |  |  |                                    |  |
|                                |                         | Luigi Filippo di Francia                | Luigi Filippo II di Borbone-Orléans             |  |  |       |  |  |                                    |  |  |                                    |  |
|                                |                         | Luigi Filippo di Francia                | Luisa Maria Adelaide di Borbone-Penthièvre      |  |  |       |  |  |                                    |  |  |                                    |  |
| Maria d'Orléans                |                         | Luigi Filippo di Francia                |                                                 |  |  |       |  |  |                                    |  |  |                                    |  |
|                                |                         | Maria Amalia di Borbone-Due Sicilie     | Ferdinando I delle Due Sicilie                  |  |  |       |  |  |                                    |  |  |                                    |  |
|                                |                         | Maria Amalia di Borbone-Due Sicilie     | Ferdinando I delle Due Sicilie                  |  |  |       |  |  |                                    |  |  |                                    |  |
|                                |                         | Maria Amalia di Borbone-Due Sicilie     | Maria Carolina d'Asburgo-Lorena                 |  |  |       |  |  |                                    |  |  |                                    |  |
| Roberto del Württemberg        |                         | Maria Amalia di Borbone-Due Sicilie     |                                                 |  |  |       |  |  |                                    |  |  |                                    |  |
|                                | Carlo d'Asburgo-Teschen | Leopoldo II d'Asburgo-Lorena            |                                                 |  |  |       |  |  |                                    |  |  |                                    |  |
|                                | Carlo d'Asburgo-Teschen | Leopoldo II d'Asburgo-Lorena            |                                                 |  |  |       |  |  |                                    |  |  |                                    |  |
|                                | Carlo d'Asburgo-Teschen | Maria Luisa di Borbone-Spagna           |                                                 |  |  |       |  |  |                                    |  |  |                                    |  |
| Alberto d'Asburgo-Teschen      | Carlo d'Asburgo-Teschen |                                         |                                                 |  |  |       |  |  |                                    |  |  |                                    |  |
|                                |                         | Enrichetta di Nassau-Weilburg           | Federico Guglielmo di Nassau-Weilburg           |  |  |       |  |  |                                    |  |  |                                    |  |
|                                |                         | Enrichetta di Nassau-Weilburg           | Federico Guglielmo di Nassau-Weilburg           |  |  |       |  |  |                                    |  |  |                                    |  |
|                                |                         | Enrichetta di Nassau-Weilburg           | Luisa Isabella di Kirchberg                     |  |  |       |  |  |                                    |  |  |                                    |  |
| Maria Teresa d'Asburgo-Teschen |                         | Enrichetta di Nassau-Weilburg           |                                                 |  |  |       |  |  |                                    |  |  |                                    |  |
|                                |                         | Ludovico I di Baviera                   | Massimiliano I Giuseppe di Baviera              |  |  |       |  |  |                                    |  |  |                                    |  |
|                                |                         | Ludovico I di Baviera                   | Massimiliano I Giuseppe di Baviera              |  |  |       |  |  |                                    |  |  |                                    |  |
|                                |                         | Ludovico I di Baviera                   | Augusta Guglielmina d'Assia-Darmstadt           |  |  |       |  |  |                                    |  |  |                                    |  |
| Ildegarda di Baviera           |                         | Ludovico I di Baviera                   |                                                 |  |  |       |  |  |                                    |  |  |                                    |  |
|                                |                         | Teresa di Sassonia-Hildburghausen       | Federico di Sassonia-Altenburg                  |  |  |       |  |  |                                    |  |  |                                    |  |
|                                |                         | Teresa di Sassonia-Hildburghausen       | Federico di Sassonia-Altenburg                  |  |  |       |  |  |                                    |  |  |                                    |  |
|                                |                         | Teresa di Sassonia-Hildburghausen       | Carlotta di Meclemburgo-Strelitz                |  |  |       |  |  |                                    |  |  |                                    |  |
|                                |                         | Teresa di Sassonia-Hildburghausen       |                                                 |  |  |       |  |  |                                    |  |  |                                    |  |

## Titoli, denominazione, onorificenze e stemma

### Titoli e denominazione
- 14 gennaio 1873 – 12 aprile 1947: Sua Altezza Reale Duca Roberto di Württemberg